# Langues slaves
Pour les articles homonymes, voir Slave.

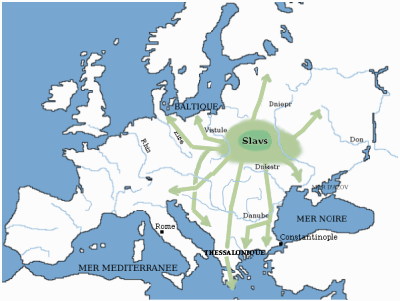
Origine et expansion des Slaves.

Les langues slaves sont des langues indo-européennes, du groupe balto-slave.
Les langues slaves forment un groupe de langues important dont les locuteurs se situent majoritairement en Europe centrale, Balkans, Europe de l'Est, Sibérie, Extrême-Orient russe et Asie centrale.

## Classification
Le groupe des langues slaves se décompose en trois familles de langues : orientale, occidentale et méridionale. Pour cette dernière, il existe pour le diasystème slave du centre-sud des dénominations politiques conformes aux recensements des pays slaves méridionaux et des dénominations linguistiques conformes aux classifications des linguistes.
- Langues slaves orientales
  - russe
  - biélorusse (ou biélorussien ou biélarussien ou russe blanc)
  - ruthène ou russine (langue ausbau, plusieurs variantes en Pologne, Ukraine, Slovaquie, Bosnie-Herzégovine, Croatie, Serbie)
  - ukrainien
- Langues slaves occidentales
  - langues tchécoslovaques
    - tchèque
    - slovaque

  - sorabe
    - haut-sorabe
    - bas-sorabe ou lusacien

  - langues léchitiques
    - polonais
    - cachoube ou kachoube
    - polabe
    - slovince ou vieux-poméranien
    - silésien
- Langues slaves méridionales
  - serbo-croate
    - croate (parlers kaïkavien, tchakavien et chtokavien)
    - bosnien (parler chtokavien)
    - monténégrin (parler chtokavien)
    - serbe (parlers chtokavien, serbes du nord et du sud, torlakien)

  - diasystème bulgare-macédonien
  - slovène
    - prekmure
    - résian

La division tripartie des langues slaves ne tient pas compte des dialectes parlés dans chaque langue. Certains d'entre eux, considérés comme des dialectes transitionnels ou, à l'image du sourjyk ou du balatchka, des idiomes hybrides, font souvent le pont entre ces langues en offrant des similitudes qui n'existent pas lorsque l'on compare les langues écrites. Il existe suffisamment de différences entre les nombreux dialectes et langues slaves pour rendre difficile ou impossible la communication entre Slaves de nationalités différentes. À l'intérieur d'une même langue slave, les dialectes peuvent varier relativement peu, comme en russe, ou beaucoup plus, comme en slovène. Les médias modernes ont toutefois contribué à unifier chacune des langues slaves.

## Distribution
Outre la diaspora slave (où des communautés importantes peuvent être trouvées, comme russes ou ukrainiennes au Canada ou croates en Australie), les langues slaves se distribuent principalement comme suit :
- Famille occidentale :
  - Le polonais a 50 millions de locuteurs, essentiellement en Pologne et au sud de la Lituanie, mais aussi en Biélorussie, en Ukraine occidentale, en Tchéquie et en Slovaquie, ainsi qu'en émigration (Europe occidentale, Amérique du Nord).
  - Le tchèque a 11 millions de locuteurs, essentiellement en Tchéquie, Slovaquie et Autriche
  - Le slovaque a 5,6 millions de locuteurs en Slovaquie, aux États-Unis et en Tchéquie.
  - Le sorabe a 100 000 locuteurs avec un statut protégé en Allemagne et se divise en deux langues distinctes : le bas sorabe ou lusacien, parlé dans le Brandebourg et, moins répandu, le haut sorabe, parlé en Saxe.
  - Le cachoube (kachoube) a environ 100 000 à 250 000 locuteurs, essentiellement dans le Nord de la Pologne (où ceux-ci parlent également polonais) et au Canada.
  - Le slovince (vieux-poméranien), aujourd'hui éteint, se parlait en Poméranie.
  - Le polabe, aujourd'hui éteint, se parlait dans certaines régions de l'Allemagne et de la République tchèque (vallée de l'Elbe).
- Famille méridionale :
  - Le slovène a 2,2 millions de locuteurs, essentiellement en Slovénie, mais aussi autour de Trieste en Italie et en Carinthie en Autriche.
  - Le Diasystème slave du centre-sud (BCMS, dit aussi « serbo-croate ») a 18,5 millions de locuteurs et comprend :
    - quatre dialectes linguistiques principaux : kaïkavien, tchakavien, chtokavien et torlakien se subdivisant eux-mêmes en variantes locales ;
    - quatre dénominations politiques correspondant à quatre des états issus de la dislocation de la Yougoslavie :
- le bosnien, parlé par 2,5 millions de locuteurs en Bosnie-Herzégovine ;
- le croate, parlé par 7 millions de personnes en Croatie et en Bosnie-Herzégovine ;
- le monténégrin, également appelé « serbe » au Monténégro, où, lors du recensement de 2003, 63 % des citoyens ont déclaré parler la langue serbe et 22 % ont déclaré parler monténégrin, et à la rubrique identité, 43 % s'identifiaient comme Monténégrins, et 32 % comme Serbes, ce qui implique que 21 % des citoyens du pays se définissent comme des Monténégrins de langue serbe ;
- le serbe, parlé par 9 millions de locuteurs : 7,5 millions en Serbie, 1,5 million en Bosnie-Herzégovine, au Monténégro et en Croatie.

  - Le bulgare a 9 millions de locuteurs, essentiellement en Bulgarie, en Macédoine du Nord et en Grèce.
  - Le macédonien a 2,5 millions de locuteurs, essentiellement en République de Macédoine et est parfois considéré comme un dialecte bulgare.
- Famille orientale :
  - Le russe a 255 millions de locuteurs, essentiellement en Russie, dans les pays baltes, en Biélorussie, en Ukraine, en Moldavie, au Kazakhstan et dans les autres anciennes républiques soviétiques.
  - L'ukrainien a 41 millions de locuteurs, essentiellement en Ukraine, en Moldavie, en Pologne et en Slovaquie mais aussi en Russie et au Kazakhstan.
  - Le ruthène a 630 230 locuteurs, en Croatie, en République tchèque, en Hongrie, en Pologne, en Serbie et en Slovaquie[1].
  - Le biélorusse a 14 millions de locuteurs, essentiellement en Biélorussie et en Pologne.

## Histoire
Les langues slaves descendent du proto-slave. Cette langue offre de fortes similitudes avec le proto-balte, la souche des langues baltes (le lituanien, le letton et le vieux-prussien, ce dernier maintenant éteint). La parenté entre les deux groupes de langues fait que certains linguistes les placent dans le même groupe, les langues balto-slaves, lui-même proche du proto-germanique. La langue souche commune à ces deux groupes était parlée vers le IIIe millénaire av. J.-C. dans les territoires appartenant aujourd'hui à la Biélorussie et ses environs. Il existe au moins 289 mots communs à ces groupes pouvant provenir de cette langue hypothétique. Le processus de séparation des gens parlant le proto-slave et le proto-balte s'est probablement effectué entre le XVe siècle av. J.-C. et le Xe siècle av. J.-C., selon des recherches glottochronologiques et archéologiques.
Depuis un siècle au moins on constate que des éléments génétiquement apparentés unissent l'indo-européen et l'ouralien, mais dans une période (paléolithique) antérieure à l'apparition des deux groupes en question. Depuis les années 1980, l'hypothèse est avancée que les langues balto-slaves, baltes et slaves présentent un substrat ouralien. Cette théorie est controversée pour les domaine initiaux du proto-slave et du proto-balte, notamment par défaut de fondements linguistiques philologiques. Alors que les locuteurs baltes et surtout, des siècles plus tard, les locuteurs slaves se sont disséminés vers le nord et vers l'est à partir de leur patrie d'origine, ils ont rencontré des locuteurs de langues non-indo-européennes y compris mais probablement pas uniquement l'ouralien. Selon la linguiste Sarah Grey Thomason (en), au moins deux types de preuves historiques indiquent que les locuteurs de diverses langues ouraliennes sont passés aux langues baltes et slaves à mesure que les groupes indo-européens ont pris le contrôle de nouvelles régions. Le premier type de preuve implique des inférences de la géographie linguistique. En particulier, en Russie, les langues ouraliennes sont parlées dans des zones relativement petites, isolées les unes des autres et présentent ainsi une image classique des îles linguistiques, des zones reliques dans une mer de russe. La conclusion historique évidente, puisque les immigrations en petits groupes peuvent être exclues (au moins avant les réinstallations soviétiques) est que ces îles sont les vestiges d'une présence ouralienne autrefois répandue dans le nord-est de l'Europe. Le second type de preuve historique est documentaire, bien qu'il soit fragmentaire pour les périodes plus anciennes. Les premières chroniques montrent des peuples slaves et ouraliens en contact vers 862. L'expansion slave a probablement établi de tels contacts au moins dès le VIe siècle après J.-C.. Ces considérations (sur une période récente, protohistorique) ne concordent pas avec la phonologie et le lexique des langues baltes et slaves, dont on a mis en évidence les rapports à l'intérieur d'un sous groupe dit "du nord" de l'indo-européen (V. I. Georgiev).
Des linguistes[Qui ?] maintiennent que le groupe de langues slaves diffère de celui des langues baltes. Les peuples baltes vécurent dans une plus vaste région autour et au sud de la mer Baltique. Vers le Ve siècle, les peuples slaves, en partant de l'actuelle Polésie, centre ancien de leur aire de répartition initiale, engagèrent des migrations vers le sud-est, vers le nord et vers l'ouest, se divisant en trois branches linguistiques. Ces linguistes expliquent que les similitudes entre les deux groupes sont l'effet de la migration slave vers le nord-ouest et de la proximité de ces peuples. Avant le IXe siècle, on présume que les Slaves partageaient tous une langue à peu près identique appelée le slave commun, mais aucun écrit avant 860 ne peut le prouver. À cette époque, le prince Rastislav de Grande-Moravie demanda à Cyrille et Méthode de créer un alphabet pour traduire des ouvrages religieux dans sa langue. Ainsi naquit l'alphabet glagolitique, utilisé pour écrire dans une langue que l'on nomme vieux-slave ou slavon.
Vers la fin du IXe siècle, on décida de transcrire le glagolitique en caractères grecs, mais comme cet alphabet s'avérant insuffisant pour rendre tous les sons reproduits dans l'alphabet glagolitique, on y rajouta des lettres empruntées à l'alphabet hébreu. Cet alphabet reçut le nom d'« alphabet cyrillique », en l'honneur de saint Cyrille, qui fit considérablement avancer la littérature chez les slaves. Pendant plusieurs siècles, dans les territoires méridionaux, on utilisa le slavon d'église comme langue liturgique. Dans les territoires slaves occidentaux, on utilisa l'alphabet latin dès le XIe siècle, ce qui causa peu de temps après la disparition du slavon d'église pour cette région alors qu'on le garda en usage jusqu'au XVIIIe siècle dans l'Est.
Les Slovènes furent les premiers à délaisser le slavon au XVIe siècle, et les Serbes suivirent le mouvement au début du XIXe siècle. Vers 1850 apparut le concept de serbo-croate ou croato-serbe, s'appuyant sur la grande proximité entre le croate, écrit en alphabet latin par les Croates catholiques, et le serbe, écrit en cyrillique par les Serbes orthodoxes. Après la disparition de la Yougoslavie, les conflits entre les Serbes et les Croates mirent fin au regroupement de ces langues ; bien que les différences soient relativement minimes, on distingue de nouveau le bosnien, le croate, le serbe et le monténégrin, parfois regroupées et enseignées sous l'acronyme BCMS (bosnien-croate-monténégrin-serbe par ordre alphabétique).

## Particularités linguistiques

### Écriture
- Les langues slaves occidentales s'écrivent au moyen d'un alphabet latin enrichi de signes diacritiques.
- Les langues slaves méridionales s'écrivent au moyen d'un alphabet cyrillique ou d'un alphabet latin.
- Les langues slaves orientales s'écrivent au moyen d'un alphabet cyrillique.

### Grammaire

#### Les cas
La langue utilisée par tous ces peuples avant leur période historique (le proto-slave) conserva la majeure partie du système de cas indo-européen, bien que l’ablatif ait fusionné avec le génitif. En plus des nombres singuliers et pluriels, le slavon d’église possédait un nombre duel, qui n'est conservé qu'en slovène et en sorabe, même si des résidus du duel nominal soulignent les substantifs qui suivent les nombres deux, trois et quatre en russe et en croate, bosnien, serbe et tous les nombres en bulgare. Les substantifs et les adjectifs slaves sont toujours de genre masculin, féminin ou neutre. L’ordre des mots est relativement libre, contrairement. par exemple. au français, où le substantif précédant le verbe est généralement le sujet, et le substantif suivant le verbe est généralement l’objet.

#### Les articles
Seuls le bulgare et le macédonien possèdent un article défini, exprimé sous la forme d'un suffixe postposé au substantif ou à l'adjectif (exemple en bulgare : жена (žena) - femme, жената (ženata) - la femme, млада жена (mlada žena) - jeune femme, младата жена (mladata žena) - la jeune femme; exemple en macédonien : брат (brat) - un frère, братот (bratot) - le frère). Les autres langues slaves ne possèdent ni article défini ni article indéfini.

#### Les aspects
Au XVIIIe siècle, les linguistes slaves se rendirent compte que leurs langues possédaient une catégorie grammaticale beaucoup plus richement exploitée que dans les autres langues indo-européennes : l’aspect verbal. La forme de chaque verbe est aujourd’hui classée soit par l'aspect perfectif ou par l'aspect imperfectif.
Dans les langues slaves, l'aspect perfectif/imperfectif est construit à l'aide d'affixes.
Pour comparer avec le français, on peut dire que les verbes construits avec un affixe perfectif sont ressentis par les Slaves comme l'expression d'une action qui doit parvenir à son terme pour pouvoir avoir lieu (comme naître : un mouvement littéraire peut mettre des années à naître ; si ce mouvement s'arrête en cours de naissance, il n'est pas né). À l'inverse, le même verbe affixé pour être imperfectif sera ressenti comme l'expression d'une action. qui, quelle que soit sa durée, n'aura pas besoin d'arriver à son terme pour avoir lieu (comme manger en français : si on s'arrête au milieu du repas, on a toutefois mangé).
On pourrait alors croire que la différence aspectuelle entre le français et le slave réside dans le fait que le perfectif/imperfectif français dépend du verbe choisi (naître et sortir seraient perfectifs, manger serait imperfectif) alors que le slave pourrait moduler l'aspect (et par là, le sens) du verbe grâce à une simple affixation. Il n'en est toutefois rien : le français peut perfectiver ou imperfectiver un verbe à l'aide d'un contexte adéquat (sortir de la maison est perfectif, sortir en boîte est imperfectif), et le slave peut effectuer la même opération à l'aide des affixes. La différence est donc non dans le traitement des aspects mais dans la nature de leurs indices : indices contextuels pour le français, indices morphologiques (affixes) pour le slave. C'est une différence de taille puisqu'elle modifie et organise toute la morphologie verbale du slave.

#### Les temps
Des six temps indo-européens (présent, futur, imparfait, aoriste, prétérit et plus-que-parfait), le slave commun a conservé le présent et l’aoriste. On a remplacé l’imparfait et le prétérit anciens avec un nouvel imparfait et le futur indo-européen avec la forme du temps présent du verbe perfectif. La nouvelle forme perfective souligne un aspect de l’action verbale qui n’a pas eu lieu avant le moment de l’énoncé et que le narrateur exprime alors ayant lieu plus tard, habituellement quelque part dans le futur. Un futur, périphrastique retrouvé dans le slave oriental et occidental, exprime une action future sans emphase. Dans les langues slaves méridionales, le futur ne peut se former qu’avec l’aide d’un auxiliaire ou d’une particule.
Le slavon d'Église possédait un ensemble élaboré de formes verbales (jusqu’à 236 pour un verbe imperfectif). Tous sauf le croate, le serbe, le macédonien et le bulgare ont perdu les temps aoristes et imparfaits. Dans ces langues, le parfait ancien indiquait une action passée n’ayant pas été vue par le narrateur. On utilisait la forme parfaite dans les autres langues slaves pour indiquer un temps autre que le présent, plus souvent le passé mais aussi en conjonction avec une forme auxiliaire pour indiquer le conditionnel (comme en russe et en tchèque) ou même le futur (comme en slovène). Le tchèque et le polonais ont aboli l’emphase et la tonalité, le premier ayant une emphase non distinctive sur la syllabe initiale et le dernier sur l’avant-dernière syllabe. Cette règle comporte néanmoins quelques exceptions : 
- les verbes conjugués au passé avec la première ou la deuxième personne du pluriel : zrobiliśmy (nous avons fait) — accent sur l'antépénultième.
- les verbes conjugués au conditionnel : zrobiłbym (je ferais) — accent sur l'antépénultième.
- les verbes conjugués à la première ou la deuxième personne plurielle du conditionnel : zrobilibyśmy (nous ferions) — accent sur la syllabe précédant l'antépénultième.
- certains mots issus du latin (exemple : matematyka) (mathématiques) — accent possible sur la syllabe précédant l'antépénultième bien que cet usage tende à se perdre.

### Vocabulaire
Ces mots se ressemblant en biélorusse, bosnien, bulgare, croate, macédonien, polonais, russe, slovaque, slovène,serbe, tchèque et ukrainien :
| Français                          | Biélorusse                 | Bosnien           | Bulgare           | Croate     | Macédonien        | Polonais     | Russe                        | Slovaque | Slovène  | Serbe               | Tchèque  | Ukrainien                         |
| --------------------------------- | -------------------------- | ----------------- | ----------------- | ---------- | ----------------- | ------------ | ---------------------------- | -------- | -------- | ------------------- | -------- | --------------------------------- |
| être (verbe)                      | быць (byts’)               | biti/бити         | съм (săm)         | biti       | биде              | być          | быть (byt’)                  | byť      | biti     | бити (biti)         | být      | бути (bouty)                      |
| je suis                           | я ёс(ь)ць (ia iosts’)      | ja sam/ја сам     | аз съм (az săm)   | ja sam     | јас сум (jas sum) | ja jestem    | я есмь (ia esm’)             | ja som   | jaz sem  | ја сам (ja sam)     | já jsem  | я є (ia ie)                       |
| tu es                             | ты ёс(ь)ць (ty iosts’)     | ti si/ти си       | ти си (ti si)     | ti si      | ти си (ti si)     | ty jesteś    | ты еси (ti esi)              | ty si    | ti si    | ти си (ti si)       | ty jsi   | ти є (ty ie)                      |
| il est                            | ён ёс(ь)ць (ion iosts’)    | on je/он је       | той е (toj e)     | on je      | тој е (toj e)     | on jest      | он есть (on est’)            | on je    | on je    | он јесте (on jeste) | on je    | він є (vin ie)                    |
| nous sommes                       | мы ёс(ь)ць (my iosts’)     | mi smo/ми смо     | ние сме (nie sme) | mi smo     | ние сме (nie sme) | my jesteśmy  | мы есмы (my esmy)            | my sme   | mi smo   | ми јесмо (mi jesmo) | my jsme  | ми є (my ie)                      |
| vous êtes                         | вы ёс(ь)ць (vy iosts’)     | vi ste/ви сте     | вие сте (vie ste) | vi ste     | вие сте (vie ste) | wy jesteście | вы есте (vi este)            | vy ste   | vi ste   | ви јесте (vi jeste  | vy jste  | ви є (vy ie)                      |
| ils sont                          | яны ёс(ь)ць (iany iosts’)  | oni su/они су     | те са (te sa)     | oni su     | тие се (tie se)   | oni są       | они суть (oni sout’)         | oni sú   | oni so   | они јесу (oni jesu) | oni jsou | вони є (vony ie)                  |
| aller (radical mis en valeur)     | іс(ь)ці (istsi)            | ići/ићи           | отида (otida)     | ići        | оди (odi)         | iść          | идти (idti)                  | ísť      | iti      | ићи (ići)           | jít      | йти (ïty)                         |
| venir (radical mis en valeur)     | прыйс(ь)ці (pryistsi)      | doći/доћи         | дойде (dojde)     | doći       | дојде (dojde)     | przyjść      | прийти (priïti)              | prísť    | priti    | доћи (doći)         | přijít   | прийти (pryïty)                   |
| avoir (radical mis en valeur)     | мець (mets’)               | imati/имати       | има               | imati      | имаат (imat)      | mieć         | иметь (imet’)                | mať      | imeti    | имати (imati)       | mít      | мати (maty)                       |
| pomme                             | яблык (iablyk)             | jabuka/јабука     | ябълка (ibălka)   | jabuka     | јаболко (jabolko) | jabłko       | яблоко (iabloko)             | jablko   | jabolko  | јабука (jabuka)     | jablko   | яблуко (iablouko)                 |
| poisson                           | рыба (ryba)                | riba/риба         | риба (riba)       | riba       | риба (riba)       | ryba         | рыба (ryba)                  | ryba     | riba     | риба (riba)         | ryba     | риба (ryba)                       |
| loup                              | воўк (vowk)                | vuk/вук           | вълк (vălk)       | vuk        | волк (volk)       | wilk         | волк (volk)                  | vlk      | volk     | вук (vuk)           | vlk      | вовк (vovk)                       |
| renard                            | лісіца                     | lisica/лисица     | лисица (lisica)   | lisica     | лисица(lisica)    | lis          | лиса (lisa)                  | líška    | lisica   | лисица (lisica)     | liška    | лисиця (lysytsia)                 |
| cheval                            | конь (kon’)                | konj/коњ          | кон (kon)         | konj       | коњ (kon’)        | koń          | конь (kon’)                  | kôň      | konj     | коњ (konj)          | kůň      | кiнь (kin’)                       |
| chat                              | кот (kot)                  | mačka/мачка       | котка (kotka)     | mačka      | мачка (mačka)     | kot          | кошка (kochka)               | mačka    | mačka    | мачка (mačka)       | kočka    | кішка (kichka)                    |
| ours                              | мядз(ь)ведзь (miadz’vedz’) | medvjed/медвjед   | мечка (mečka)     | medvjed    | мечка (mečka)     | niedźwiedź   | медведь (medved’)            | medveď   | medved   | медвед (medved)     | medvěd   | ведмідь (vedmid’)                 |
| chien                             | сабака (sabaka)            | pas/пас           | куче (kuče)       | pas        | куче (kuče)       | pies         | собака (sobaka) / пёс (pyos) | pes      | pes      | пас(pas)            | pes      | собака (sobaka) /пес (pes)        |
| garçon (jeune homme)              | хлопец (khlopets)          | momak/момак       | момче (momče)     | dečko      | момче (momče)     | chłopak      | мальчик (mal’tchik)          | chlapec  | fant     | момак (momak)       | chlapec  | хлопчик (khloptchyk)              |
| fille (jeune personne féminine)   | дзяўчына (dziawtchyna)     | djevojka/дjевојка | момиче (momiče)   | cura       | мома (moma)       | dziewczyna   | девочка (devotchka)          | dievča   | dekle    | девојка (devojka)   | dívka    | дівчина (ditchyna)                |
| livre (ensemble de pages reliées) | кніга (kniga)              | knjiga/кнjига     | книга (kniga)     | knjiga     | книга (kniga)     | książka      | книга (kniga)                | kniha    | knjiga   | книга (kniga)       | kniha    | книга (knyha)                     |
| père                              | бацька (bats’ka)           | babo/бабо         | баща (bašta)      | otac,ćaća  | татко (tatko)     | ojciec       | отец (otets)                 | otec     | oče      | отац (otac)         | otec     | батько (bat’ko)                   |
| mère                              | матка (matka)              | majka/мајка       | майка (majka)     | mater,mati | мајка (majka)     | matka        | мать (mat’)                  | matka    | mati     | мајка (majka)       | matka    | мати (maty)                       |
| fils                              | сын (syn)                  | sin/син           | син (sin)         | sin        | син (sin)         | syn          | сын (syn)                    | syn      | sin      | син (sin)           | syn      | син (syn)                         |
| fille (descendante)               | дачка (datchka)            | kćerka/кћерка     | дъщеря (dăšterja) | kći        | ќерка (ќerka)     | córka        | дочь (dotch’)                | dcéra    | hči      | ћерка (ćerka)       | dcera    | дочка (dotchka)                   |
| frère                             | брат (brat)                | brat/брат         | брат (brat)       | brat       | брат              | brat         | брат (brat)                  | brat     | brat     | брат (brat)         | bratr    | брат (brat)                       |
| sœur                              | сястра (siastra)           | sestra/сестра     | сестра (sestra)   | sestra     | сестра (sestra)   | siostra      | сестра (sestra)              | sestra   | sestra   | сестра (sestra)     | sestra   | сестра (sestra)                   |
| zéro (0)                          | нуль (noul’)               | nula/нула         | нула (nula)       | nula,ništa | нула (nula)       | zero         | ноль (nol’)                  | nula     | nič      | нула (nula)         | nula     | нуль (nul’)                       |
| un (1)                            | адзін (adzin)              | jedan/један       | едно (edno)       | jedan      | еден (eden)       | jeden        | один (odin)                  | jeden    | ena      | један (jedan)       | jeden    | один (odyn)                       |
| deux (2)                          | два (dva)                  | dva/два           | две (dve)         | dva        | два (dva)         | dwa          | два (dva)                    | dva      | dve      | два (dva)           | dva      | два (dva)                         |
| trois (3)                         | тры (try)                  | tri/три           | три (tri)         | tri        | три (tri)         | trzy         | три (tri)                    | tri      | tri      | три (tri)           | tři      | три (try)                         |
| quatre (4)                        | чатыры (tchatyry)          | četiri/четири     | четири (četiri)   | četiri     | четири (četiri)   | cztery       | четыре (tchetyre)            | štyri    | štiri    | четири (četiri)     | čtyři    | чотири (tchotyry)                 |
| cinq (5)                          | пяць (piats’)              | pet/пет           | пет (pet)         | pet        | пет (pet)         | pięć         | пять (piat’)                 | päť      | pet      | пет (pet)           | pět      | п’ять (p’iat’)                    |
| six (6)                           | шэс(ь)ць (chès’ts’)        | šest/шест         | шест (šest)       | šest       | шест (šest)       | sześć        | шесть (chest’)               | šesť     | šest     | шест (šest)         | šest     | шість (chist’)                    |
| sept (7)                          | сем (sem)                  | sedam/седем       | седем (sedem)     | sedam      | седум (sedum)     | siedem       | семь (sem’)                  | sedem    | sedem    | седем (sedem)       | sedm     | сім (sim)                         |
| huit (8)                          | восем (vosem)              | osam/осам         | осем (osem)       | osam       | осум (osum)       | osiem        | восемь (vosem’)              | osem     | osem     | осам (osam)         | osm      | вісім (visim)                     |
| neuf (9)                          | дзевяць (dzeviats’)        | devet/девет       | девет (devet)     | devet      | девет (devet)     | dziewięć     | девять (deviat’)             | deväť    | devet    | девет (devet)       | devět    | дев’ять (dev’iat’)                |
| dix (10)                          | дзесяць (dzesiats’)        | deset/десет       | десет (deset)     | deset      | десет (deset)     | dziesięć     | десять (desiat’)             | desať    | deset    | десет (deset)       | deset    | десять (desiat’)                  |
| roi                               | кароль (karol’)            | kralj/краљ        | крал (kral)       | kralj      | крал (kral)       | król         | король (korol’)              | kráľ     | kralj    | краљ (kralj)        | král     | король (korol’)                   |
| reine                             | каралева (karaleva)        | kraljica/кралjица | кралица (kralica) | kraljica   | кралица (kralica) | królowa      | королева (koroleva)          | kráľovná | kraljica | кралица (kralica)   | královna | королева (koroleva)               |
| qui ?                             | хто? (khto?)               | ko?/ко?           | кой? (koj?)       | tko?       | кој? (koj?)       | kto?         | кто? (kto?)                  | kto?     | kdo?     | ко? (ko?)           | kdo?     | хто? (khto?)                      |
| quoi ?                            | што? (shto?)               | što?/што?         | какво? (kakvo?)   | što?       | што? (što?)       | co?          | что? (tchto?)                | čo?      | kaj?     | шта? (šta?)         | co?      | що? (chtcho?)                     |
| où ?                              | дзе? (dze?)                | gdje?/гдjе?       | къде? (kăde?)     | gdje?      | каде? (kade?)     | gdzie?       | где? (gde?)                  | kde?     | kje?     | где? (gde?)         | kde?     | де? (de?)                         |
| quand ?                           | калі? (kali)               | kad?/кад?         | кога? (koga?)     | kada?      | кога? (koga?)     | kiedy?       | когда? (kogda?)              | kedy?    | kdaj?    | кад? (kad?)         | kdy?     | коли? (koly?)                     |
| comment ?                         | як? (iak?)                 | kako?/како?       | как? (kak?)       | kako?      | како? (kako?)     | jak?         | как? (kak?)                  | ako?     | kako?    | како? (kako?)       | jak?     | як? (iak?)                        |
| pourquoi ?                        | чаму? (tchamou?)           | zašto?/зашто?     | защо? (zašto?)    | zašto?     | зашто? (zašto?)   | dlaczego?    | почему? (potchemou?)         | prečo?   | zakaj?   | зашто? (zašto?)     | proč?    | чому? (tchomou?), чого? (tchoho?) |
| sang (fluide corporel)            | кроў (krow)                | krv/крв           | кръв (krăv)       | krv        | крв (krv)         | krew         | кровь (krov’)                | krv      | kri      | крв (krv)           | krev     | кров (krov)                       |
| pain (aliment)                    | хлеб (khleb)               | hljeb/хлjеб       | хляб (hljab)      | kruh       | леб (leb)         | chleb        | хлеб (khleb)                 | chlieb   | kruh     | хлеб (hleb)         | chléb    | хліб (khlib)                      |
| or (métal)                        | золата (zolata)            | zlato/злато       | злато (zlato)     | zlato      | злато (zlato)     | złoto        | золото (zoloto)              | zlato    | zlato    | злато (zlato)       | zlato    | золото (zoloto)                   |